# Nemico pubblico (film 1989)
Nemico pubblico (Ganashatru) è un film del 1989 diretto da Satyajit Ray, adattamento dell'opera Un nemico del popolo (1882) di Henrik Ibsen.
Fu presentato fuori concorso al 42º Festival di Cannes.

## Trama
Un medico scopre che l'acqua di un tempio indù, utilizzata dai fedeli, è portatrice di malattie. Per scongiurare un'epidemia, cerca di diffondere un appello attraverso la stampa, ma trova l'opposizione di diverse persone – tra cui suo fratello – che, per credenze religiose o interessi personali, non vogliono accettare l'idea che l'acqua del tempio, considerata sacra, possa essere infetta.